# جائزة البرتغال الكبرى 1984
جائزة البرتغال الكبرى 1984 هو سباق فورمولا 1 أقيم بتاريخ 21 أكتوبر 1984 في إستوريل، البرتغال. كان السادس عشر من أصل 16 في بطولة العالم لسباقات الفورمولا واحد موسم 1984. حلّ الفرنسي ألن بروست أولا بينما جاء النمساوي نيكي لاودا في المركز الثاني وحصل على المركز الثالث البرازيلي آيرتون سينا.